# مائة ذكرى
مائة ذكرى ((الكورية: 백번의 추억)) مسلسل تلفزيوني كوري جنوبي قادم، من بطولة كيم دا مي، شين يي أون، هيو نام-جون. من المقرر عرضه على قناة جاي تي بي سي في 13 سبتمبر 2025، وسيُعرض كل يوم السبت والاحد الساعة 10:40 مساءً بتوقيت (KST).

## ملخص
يصوّر المسلسل صداقةً مشرقةً وقصة حبٍّ متشابكة بين امرأتين تعملان في خدمة الحافلات في ثمانينيات القرن الماضي. ويحكي قصة الحب الأول المفجع للفتاتين المعجبات بنفس الرجل.

## طاقم

### رئيسي
- كيم دا مي في دور جو يونغ راي[1]

مضيفة حافلة متفانية تدعم والدتها وتحلم بالذهاب إلى الجامعة.
- شين يي أون في دور سيو جونغ هي[1]

مضيفة جديد, واثقة وساحرة تطور صداقة عميقة مع يونغ راي.
- هيو نام-جون في دور هان جاي بيل[1]

وريث عائلة غنية من الجيل الثالث والحب الأول المشترك للفتيات.

### داعم
- لي وون-جونغ بدور ما سانغ-تشول[2]
- كيم جونغ هيون في دور جونغ هيون[3]

زميل من عائلة غنية.
- لي جونغ إيون بدور والدة يونغ راي[4]

## الإنتاج
في 26 مايو 2025، كشفت جي تي بي سي عن تشكيلة الدراما لنصف الثاني منها "مائة ذكرى". المسلسل من تخطيط وانتاج شركة جي تي بي سي SLL ومن كتابة يانغ هي-سونغ وكيم بو-رام، وإخراج كيم سانغ هو، أعماله "تسعة وثلاثون" (2022).

### طاقم
كان هناك شائعات سابقة حول اختيار تشوي وو شيك، لكن تم نفيها من قبل وكالته.

## روابط خارجية
- مائة ذكرى على موقع IMDb (الإنجليزية)
- مائة ذكرى على هانسينما